# Xestoleberis hopkinsi
Xestoleberis hopkinsi is een mosselkreeftjessoort uit de familie van de Xestoleberididae. De wetenschappelijke naam van de soort is voor het eerst geldig gepubliceerd in 1950 door Skogsberg.